# Spilosoma togoensis
Spilosoma togoensis är en fjärilsart som beskrevs av Max Bartel 1903. Spilosoma togoensis ingår i släktet Spilosoma och familjen björnspinnare. Inga underarter finns listade i Catalogue of Life.